# چهار دختر (فیلم ۲۰۲۳)
چهار دختر (عربی: بنات ألفة؛ فرانسوی: Les Filles d'Olfa‎) یک فیلم مستند عربی‌زبان محصول سال ۲۰۲۳ به کارگردانی کوثر بن هنیه است. در این فیلم پس از ناپدید شدن دو دخترِ یک مادر تونسی، یک فیلمساز از بازیگران زن حرفه‌ای دعوت می‌کند تا این فقدان را جبران کنند. این فیلم محصول مشترک بین‌المللی فرانسه، تونس، آلمان و عربستان سعودی است.
این فیلم در بخش مسابقه هفتاد و ششمین جشنواره فیلم کن در سال ۲۰۲۳  شرکت داشت.

## طرح داستان
اولفا مادر چهار دختر و اهل تونس است. یک روز دو دختر بزرگ‌ترش ناپدید می‌شوند. کوثر بن هنیه، کارگردان فیلم، برای پر کردن جای خالی، بازیگران زن حرفه‌ای را دعوت می‌کند و بیننده را به داستان زندگی اولفا و دخترانش نزدیک‌تر می‌کند. این فیلم قالب‌های مستند و تخیلی را در هم آمیخته‌است.

## بازیگران
- هند صبری در نقش اولفا
- نور کروی در نقش رحما چیخایی
- ایکراق مطر در نقش غفرانه چیخاوی
- مجد مستوره
- اولفا حمرونی
- ایا چیخاوی
- تیسیر چیخاوی

## پیش‌زمینه
اولفا حمرونی اهل تونس در آوریل ۲۰۱۶ زمانی که افراط‌گرایی دو دختر نوجوانش، رحیمه و غفرانه چیخائویی را منتشر کرد، در حد بین‌المللی به شهرت رسید. هر دو دختر نوجوان کشور خود تونس را ترک کردند تا در کنار داعش در لیبی بجنگند. حمرونی علناً از مقامات تونس برای جلوگیری از خروج دخترش رحیمه از کشور انتقاد کرد. پس از دستگیری این دو زن توسط نیروهای لیبیایی، مقامات باز هم واکنشی نشان ندادند. همچنین گفته می‌شود که از خروج حمرونی از کشور جلوگیری شده‌است تا نتواند خودش به دنبال دخترانش در لیبی بگردد.

## تولید
این فیلم توسط ندیم چیخروها در تانیت فیلمز مستقر در پاریس و حبیب عطیه در سینتله فیلمز تونس تهیه شده‌است.

## انتشار
چهار دختر برای رقابت نخل طلای جشنواره فیلم کن ۲۰۲۳ انتخاب شد، که در آنجا برای نخستین بار با عنوان بین‌المللی «Four Daughters» در ۱۹ مه ۲۰۲۳ نمایش داده شد. این دومین مشارکت تولیدی تونس در رقابت اصلی کن پس از فیلم داستانی ساده اثر عبداللطیف بن عمار در سال ۱۹۷۰ بود. این فیلم توسط شرکت توزیع فیلم ژور۲فِت (Jour2Fête) در ۵ ژوئیه ۲۰۲۳ در فرانسه اکران شد.